# 星苹酯
星苹酯（英文：fraistone），又称乙酰乙酸乙酯丙二醇缩酮、化学式：C9H16O4。为乙酰乙酸乙酯与1,2-丙二醇的环缩酮产物。是一种合成香精，其具有类似苹果和草莓的果香味，被运用于香水、肥皂等日化产品中。
根据其气味特征，星苹酯又称为苹果酯-B（用于区别其同系物苹果酯-A）或草莓酯。

## 合成
星苹酯合成原料为乙酰乙酸乙酯和1,2-丙二醇，采用酸作为催化剂促进缩酮反应生成星苹酯。
最初采用无机酸作为催化剂进行均相催化，但该法产率较低，且设备腐蚀严重。后面又发展出了杂多酸、酸性树脂等固体超强酸作为催化剂。并通常采用减压蒸馏和加入有机溶剂与副产物水形成共沸物进行除水，使转化率提高。